# هايدوك كولا

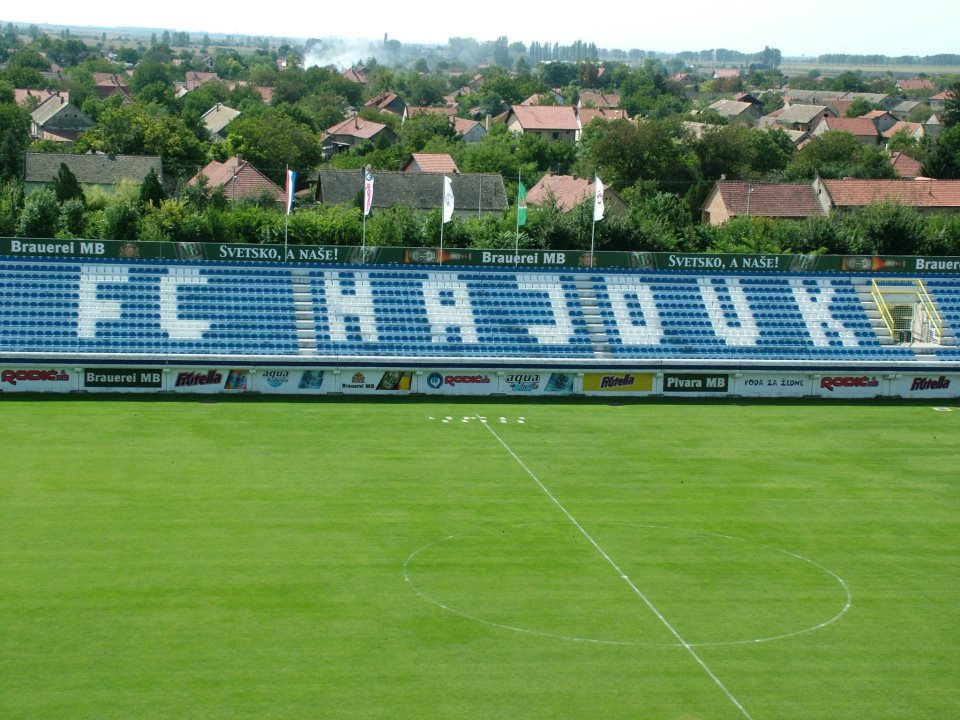
ملعب نادي هايدوك كولا.

نادي هايدوك كولا لكرة القدم (بالصربية:Фудбалски клуб Хајдук Родић МБ Кула) نادي كرة قدم صربي يلعب في دوري الدرجة الممتازة . تم تأسيس النادي في سنة 1912.